# 笙簧

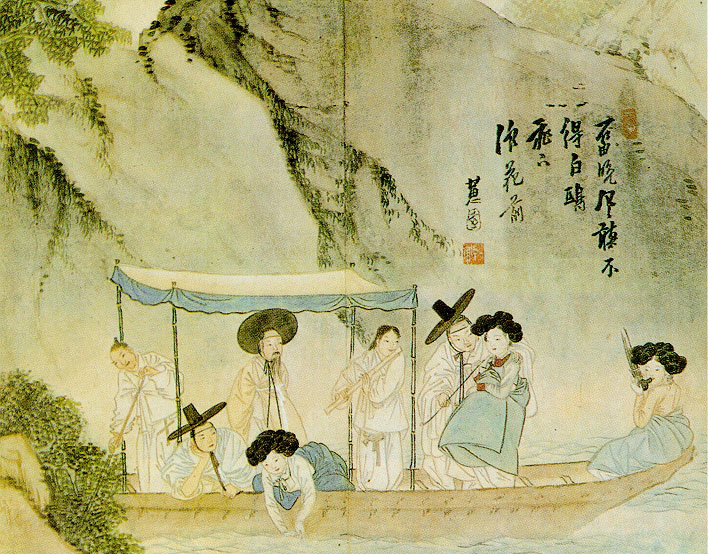
1805年的蕙園風俗圖畫作中一個演奏笙簧的妓生（右）。

笙簧（생황）是一種朝鲜半岛自由簧管樂器，源自中國的笙 (中國)，在歷史上也直接被稱作笙（생）。由17根竹管構成，每根竹管上都裝有金屬簧片並垂直插於笙斗中。傳統笙簧笙斗多為匏製，今日通常為金屬材質或木材製成。相較於其他朝鮮半島的傳統樂器，笙簧較為冷門，甚至沒有多少人會演奏；演出時，多與短簫和揚琴一起演奏。妓生（韩国傳統藝妓）在古代韓國畫作中往往被描繪成演奏笙簧的形象。

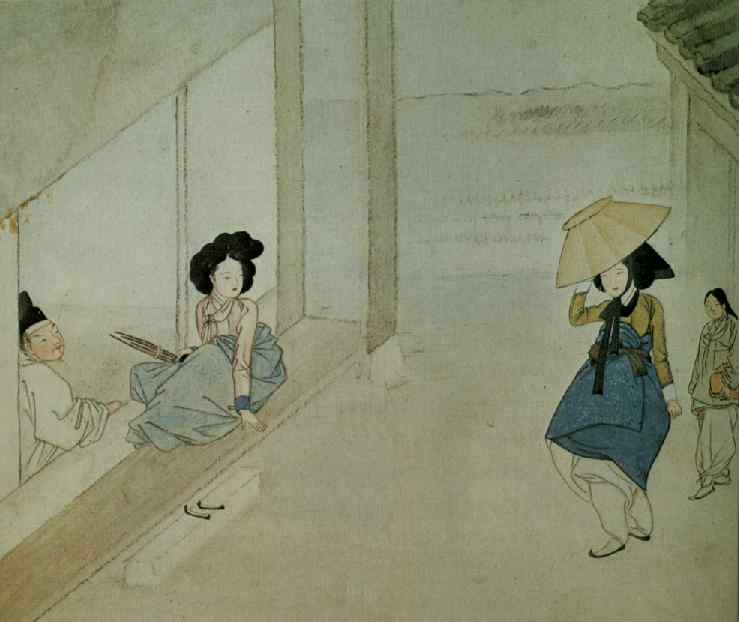
蕙園風俗圖中一個拿著笙簧的妓生。